# くま川鉄道
くま川鉄道株式会社（くまがわてつどう、英：Kumagawa Railroad Co., Ltd.）は、熊本県人吉市に本社を置き、同市と球磨郡の4町5村、15の民間企業・団体が出資している第三セクターの鉄道会社である。人吉盆地の球磨川流域を走る鉄道路線の湯前線を経営している。

## 沿革
- 1989年（平成元年）
  - 4月26日：会社設立[1]。
  - 10月1日：九州旅客鉄道（JR九州）湯前線を第三セクター鉄道化して湯前線開業[5][6]。KT-100・KT-200形気動車の営業運転開始。
- 2008年（平成20年）3月：駅の命名権（ネーミングライツ）募集を開始[7]。
- 2009年（平成21年）4月1日：観光列車「KUMA1」「KUMA2」運行開始。
- 2012年（平成24年）2月4日：JR人吉駅隣に国内・海外旅行業商品の販売（JR九州旅行提携店他）、くま川鉄道グッズ販売、奥球磨方面の観光案内などを行う「くま鉄ゲストハウス くまたび」を開所[7]。
- 2014年（平成26年）
  - 1月19日：KT-201気動車の営業運転が終了[8]。
  - 2月2日：KT-202気動車の営業運転が終了[8]。
  - 3月8日：KT-500形気動車の営業運転開始[9][10]。
  - 3月15日：KT-500形気動車による観光列車「田園シンフォニー」運行開始[9][10]。
  - 12月28日：KT-101、KT-102、KT-104気動車の営業運転が終了[11]。
- 2016年（平成28年）6月26日：「KUMA1」「KUMA2」（KT-203、KT-103気動車）の営業運転が終了[12][13]。
- 2020年（令和2年）7月4日：令和2年7月豪雨により全保有車両5両が浸水し、球磨川第四橋梁が流出して当分全面運休となる[14]。
- 2021年（令和3年）
  - 3月24日：前年の豪雨被害からの復旧費用を募るクラウドファンディング開始[15]。
  - 11月28日：肥後西村駅 - 湯前駅間が運転再開[4][16]。
- 2023年（令和5年）11月25日：くまがわ鉄道に「おかどめ幸福駅」が、新北捷運に「幸福駅」がある縁に基づき、台湾の新北捷運公司と「同駅名による友好鉄道協定」を締結[17][18]。
- 2026年（令和8年）：人吉温泉駅 - 肥後西村駅間の運転再開、全線復旧予定[19]。

## 路線
- 湯前線 人吉温泉駅 - 湯前駅間 24.8 km[1]

湯前線は旧日本国有鉄道（国鉄）特定地方交通線の一つで、1987年の国鉄分割民営化に伴いJR九州が、さらに1989年10月にくま川鉄道が経営を引き継いだ。

## 車両

### 現在の車両
- KT-500形 (501 - 505)：普通列車や観光列車「田園シンフォニー」（KT-501「冬」、KT-502「秋」、KT-503「春」、KT-504「夏」、KT-505「白秋」）として運行。ロングシート、トイレ付き。

### かつて在籍していた車両
- KT-31形 (311) ：旧JR九州キハ31 20。2004年に譲受、2013年に廃車・解体された[20]。
- KT-100形 (101-104) ：1989年の開業時に4両（KT-101・102・103・104）を導入。KT-103は2009年から観光列車KUMA2として運行していたが、2014年4月1日以降は観光列車としての運行は行わなかった[21]。セミクロスシート、トイレなし。KT-101・102・104の3両は2014年に営業運転を終了した[11]、2015年に廃車。KUMA2に改造されたKT-103も2016年6月26日をもって営業運転を終了[12]。
- KT-200形 (201-203) ：1989年の開業時に3両（KT-201・202・203）を導入。KT-203は2009年から観光列車KUMA1として運行していたが、2014年4月1日以降は観光列車としての運行は行わなかった[21]。ロングシート、トイレ付き。KT-201・202は2014年に営業運転終了[9]、廃車された。KUMA1のKT-203も2016年6月26日をもって営業運転を終了した[12]。

### 近年の動向
KT-100形・KT-200形が新製から約25年経過して老朽化したことに伴い、2013年度に3両、さらに2014年度に2両を（新車両に）更新し、計5両体制とした。新車両のデザインは、九州新幹線や「SL人吉」、熊本駅などを手掛けた水戸岡鋭治が担当した。新車両は「田園シンフォニー」として2014年3月に3両（KT-501、KT-502、KT-503）、2014年12月に2両（KT-504、KT-505）が運行を開始した。2009年に在来車KT-103・KT-203の2両を改装して運行を開始した「KUMA1」「KUMA2」は2014年1月時点で廃車予定はなく7両体制が続くも、2016年6月26日に営業運転を終了した。
また、赤字続きのくま川鉄道再生に向け、2011年度までの2年間で橋梁を7500万円で整備し、2012年度に線路（レール）の磨耗、枕木の老朽化を修繕する方針としていた。
2020年7月の令和2年7月豪雨で甚大な被害を受けて全線が運休となり、2021年11月に肥後西村駅 - 湯前駅間が運転再開、その後2025年度内に、人吉駅 - 肥後西村駅間が運転再開の予定となっているが、復旧にあたっては過去3年間赤字の鉄道会社に対して国が事業費の97.5%を実質負担する大規模災害の特例支援措置が適用され、残り2.5%も熊本県や人吉球磨地域の市町村が負担する見込みとなっている。県や地元市町村は被災後「くま川鉄道再生協議会」を設立し、同社の支援策を協議。国の特例措置を受ける前提として、自治体などが鉄道の施設や用地を保有し、運行事業者の負担を軽くする上下分離方式の導入が決定している。
2025年には社名に同じ「川」の字がある錦川鉄道（山口県）が、廃レールを加工したナイフの販売収益を寄付する復旧支援を実施している。 